# 119P/Parker-Hartley
119P/Parker-Hartley, komet Jupiterove obitelji.